# Bursuc marsupial
Bursucul marsupial (Perameles gunnii) este răspândit în Australia și Tasmania. Acest marsupial poate ajunge până la o lungime de 40 cm.